# Akrolith

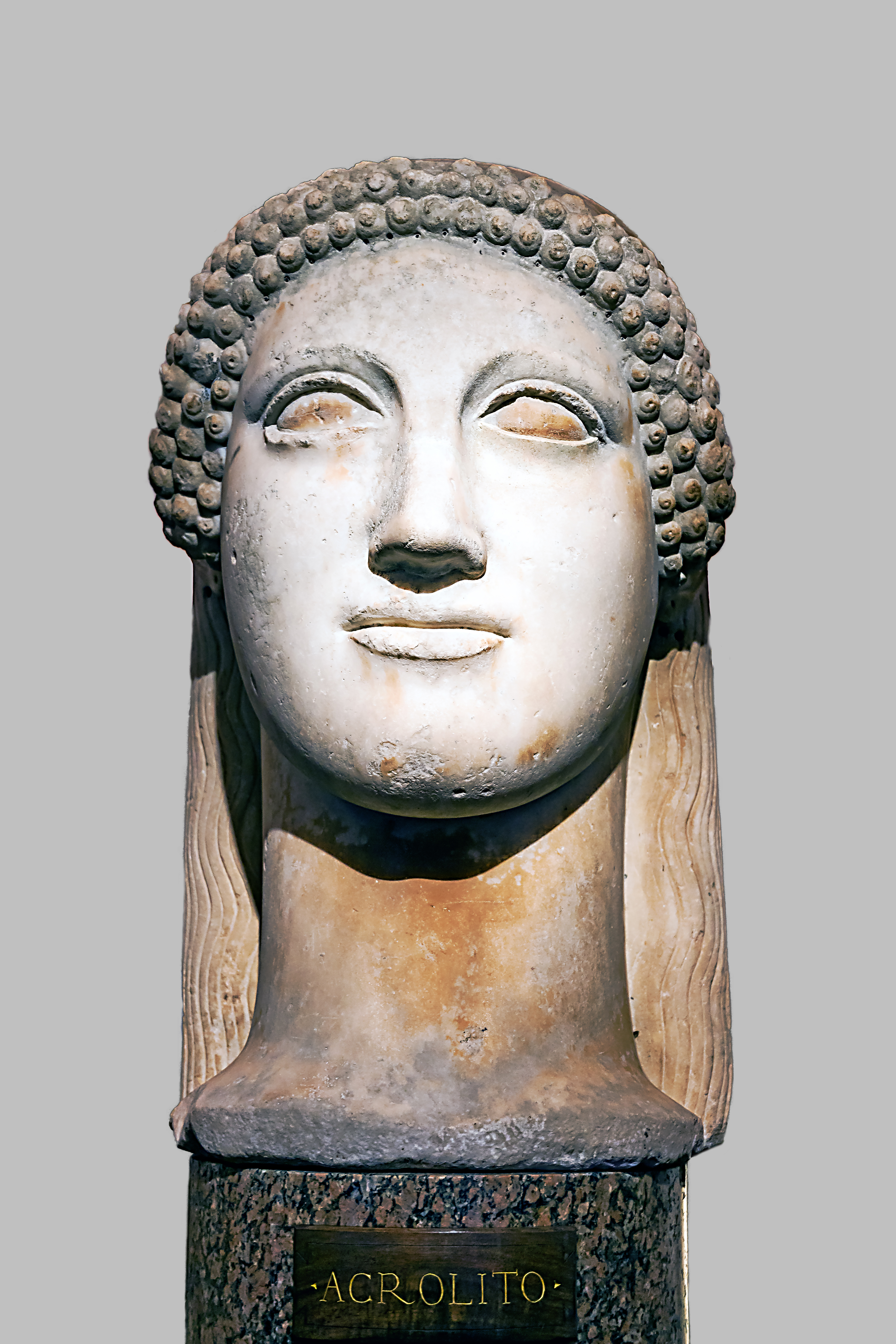
Der Ludovisi-Akrolith (480–470 v. Chr.)

Akrolithen (aus griechisch akros = hoch und lithos = Stein) sind griechische bzw. auch römische Statuen, bei denen nur die unbekleideten Körperteile (Kopf, Gliedmaßen) aus wertvollem Marmor gearbeitet waren. Die übrigen Teile bestanden aus Holz, das bemalt oder auch mit Metall umkleidet sein konnte, oder aus noch wertvollerer Bronze.
Beispiele: 
- Juno Ludovisi (um das 1. Jahrhundert v. Chr.); Rom, Nationalmuseum, Sammlung Ludovisi
- Kolossalstatue Konstantins des Großen aus der Maxentiusbasilika in Rom (Anfang 4. Jh.); Rom, Capitolinische Museen